# Big Sky Conference
La Big Sky Conference è una delle conference dello sport NCAA. È stata fondata nel 1963 e raggruppa università situate nell'Ovest degli Stati Uniti. La conference ha 11 membri e gli sport praticati sono 15 (6 maschili e 9 femminili). La sede della conference si trova a Ogden nello Utah

## Le squadre
| Scuola                                  | Sede                         | Fondazione | Tipo     | Studenti | Affiliazione | Nickname       |
| --------------------------------------- | ---------------------------- | ---------- | -------- | -------- | ------------ | -------------- |
| Eastern Washington University           | Cheney, Washington           | 1882       | Pubblica | 12130    | 1987         | Eagles         |
| Idaho State University                  | Pocatello, Idaho             | 1901       | Pubblica | 15553    | 1963         | Bengals        |
| University of Montana                   | Missoula, Montana            | 1893       | Pubblica | 15352    | 1963         | Grizzlies      |
| Montana State University                | Bozeman, Montana             | 1893       | Pubblica | 14060    | 1963         | Bobcats        |
| University of North Dakota              | Grand Forks, Dakota del Nord | 1883       | Pubblica | 14194    | 2012         | Fighting Hawks |
| Northern Arizona University             | Flagstaff, Arizona           | 1899       | Pubblica | 18824    | 1970         | Lumberjacks    |
| University of Northern Colorado         | Greeley, Colorado            | 1889       | Pubblica | 12392    | 2006         | Bears          |
| Portland State University               | Portland, Oregon             | 1946       | Pubblica | 24284    | 1996         | Vikings        |
| California State University, Sacramento | Sacramento, California       | 1947       | Pubblica | 27972    | 1996         | Hornets        |
| Southern Utah University                | Cedar City, Utah             | 1897       | Pubblica | 7509     | 2012         | Thunderbirds   |
| Weber State University                  | Ogden, Utah                  | 1889       | Pubblica | 23335    | 1963         | Wildcats       |

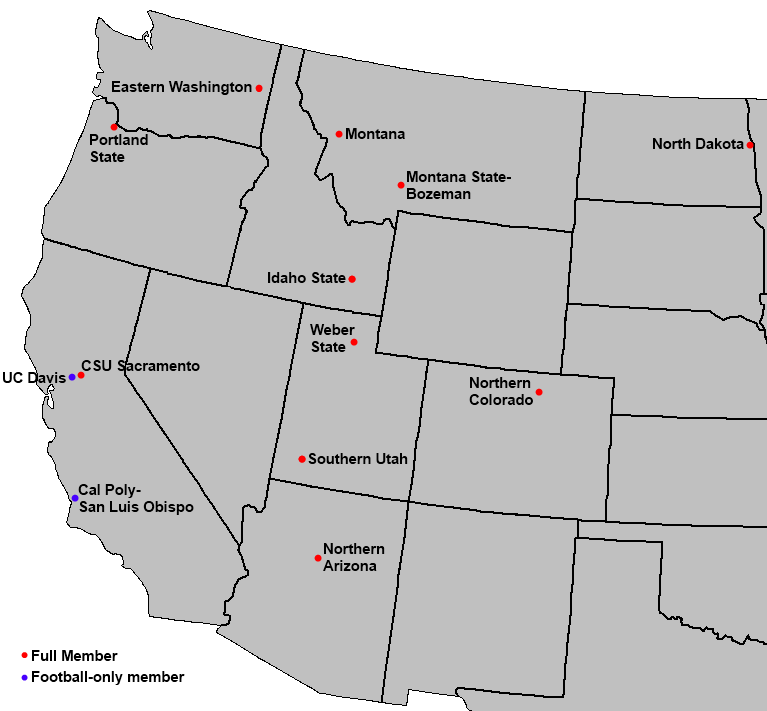
La mappa delle squadre partecipanti alla Big Sky Conference

- Il California Polytechnic State University e University of California, Davis sono membri affiliati che partecipano solo al torneo di football americano